# Enneper-oppervlak

Zicht op het Enneper-oppervlak

In de differentiaalmeetkunde en de algebraïsche meetkunde, deelgebieden van de wiskunde, is het Enneper-oppervlak een oppervlak dat zichzelf snijdt en parametrisch als volgt kan worden beschreven
{\displaystyle x=u(1-u^{2}/3+v^{2})/3}
{\displaystyle y=-v(1-v^{2}/3+u^{2})/3}
{\displaystyle z=(u^{2}-v^{2})/3}
Het Enneper-oppervlak werd in 1864 geïntroduceerd door Alfred Enneper in verband met zijn  theorie over minimaaloppervlakken.
Met de impliciteringsmethoden van de algebraïsche meetkunde wordt gevonden dat de punten in het hierboven gegeven Enneper-oppervlak voldoen aan de volgende vergelijking van de graad 9:
{\displaystyle 64z^{9}-128z^{7}+64z^{5}-702x^{2}y^{2}z^{3}-18x^{2}y^{2}z+144(y^{2}z^{6}-x^{2}z^{6})+}
{\displaystyle {}+162(y^{4}z^{2}-x^{4}z^{2})+27(y^{6}-x^{6})+9(x^{4}z+y^{4}z)+48(x^{2}z^{3}+y^{2}z^{3})-}
{\displaystyle {}-432(x^{2}z^{5}+y^{2}z^{5})+81(x^{4}y^{2}-x^{2}y^{4})+240(y^{2}z^{4}-x^{2}z^{4})-135(x^{4}z^{3}+y^{4}z^{3})=0}
Duaal is het raakvlak op het punt met gegeven parameters gelijk aan {\displaystyle a+bx+cy+dz=0}, waarin 
{\displaystyle a=-(u^{2}-v^{2})(1+u^{2}/3+v^{2}/3)}
{\displaystyle b=6u}
{\displaystyle c=6v}
{\displaystyle d=-3(1-u^{2}-v^{2})}
Haar coëfficiënten voldoen aan de impliciete vergelijking 
{\displaystyle 162a^{2}b^{2}c^{2}+6b^{2}c^{2}d^{2}-4(b^{6}+c^{6})+54(ab^{4}d-ac^{4}d)+81(a^{2}b^{4}+a^{2}c^{4})+}
{\displaystyle {}+4(b^{4}c^{2}+b^{2}c^{4})-3(b^{4}d^{2}+c^{4}d^{2})+36(ab^{2}d^{3}-ac^{2}d^{3})=0}
Het Enneper-oppervlak is een minimaaloppervlak. De Jacobiaan, de Gaussiaanse kromming en de gemiddelde kromming zijn: 
{\displaystyle J=(1+u^{2}+v^{2})^{4}/81}
{\displaystyle K=-(4/9)/J}
{\displaystyle H=0}